# Sandokan
De piraat Sandokan is een personage uit een boekenreeks van de Italiaanse schrijver Emilio Salgari. De hoofdpersoon is over de gehele Zuid-Chinese Zee bekend als de Tijger van Maleisië.

## De Sandokan-boeken
Emilio Salgari heeft meerdere boeken geschreven over de avonturen van Sandokan en zijn beste vriend Yanez. Ze verschijnen voor het eerst in het boek Le Tigri di Mompracem, waarin het verhaal staat over hun strijd tegen de Nederlandse en Britse kolonisten, die hen proberen uit te roeien. In latere boeken vechten ze tegen James Brooke, de heerser van Sarawak, en reizen ze naar India om zichzelf te meten met de 'dieven', een grote groep strijders die vechten in naam van de godin Kali.

### Titels in deze serie
- I Misteri della Jungla Nera (Het Mysterie van de Zwarte Jungle) (1895)
- Le Tigri di Mompracem (De Tijgers van Mompracem) (1900)
- I Pirati della Malesia (De Piraten van Maleisië) (1896)
- Le due Tigri (De Twee Tijgers) (1904)
- Il Re del Mare (De Koning van de Zee) (1906)
- Alla conquista di un impero (De Zoektocht naar de Troon) (1907)
- Sandokan alla riscossa (Sandokan Vecht Terug) (1907)
- La riconquista del Mompracem (De Terugkeer naar Mompracem) (1908)
- Il Bramino dell'Assam (De Brahman van Assam) (1911)
- La caduta di un impero (De Val van een Imperium) (1911)
- La rivincita di Yanez (De Wraak van Yanez) (1913)

## Sandokan miniserie
In 1976 speelde de Indiase acteur Kabir Bedi de hoofdrol in de zesdelige miniserie Sandokan. Carole André speelde hierin Marianne Guillonk en Philippe Leroy vertolkte de rol van Sandokans beste vriend Yanez de Gomera. Gedreven door zijn haat tegen de Britse kolonisten, vecht Sandokan voor de vrijheid van zijn kleine koninkrijk, het eiland Mompracem. 
Het eiland is in handen van zijn vijand, die het langzaamaan vernietigt. De nobele prins Sandokan is een uitstekend vechter en vecht tot het bittere eind. Hij heeft geen genade voor zijn vijanden, maar is trouw aan zijn vrienden.
Het Engelstalige thema van de serie Sandogan, uitgevoerd door het Italiaanse duo Oliver Onions, bestaande uit Guido en Maurizio De Angelis, bereikte in 1976 de negende plaats in de Nederlandse Top 40.
In 2004 verscheen de documentaire Sandokan's Adventure die over de totstandkoming van de miniserie verhaalt.